# Jorge María Mejía
Jorge María Mejía (Buenos Aires, 31 januari 1923 – Rome, 9 december 2014) was een Argentijns geestelijke en een kardinaal van de Rooms-Katholieke Kerk.
Mejía werd op 22 september 1945 priester gewijd. Hij studeerde aan de Pauselijke Universiteit Sint Thomas van Aquino. Vervolgens was hij hoogleraar in Jeruzalem en in Buenos Aires. Hij vervulde diverse functies in de rooms-katholieke kerk van Argentinië.
Na de militaire coup in Argentinië in 1976 verliet hij zijn vaderland. Hij trad in dienst bij de Romeinse Curie, waar hij als secretaris werkte bij de Pauselijke Raad ter Bevordering van de Eenheid van de Christenen. Op 8 maart 1986 werd hij benoemd tot vicepresident van de Pauselijke Raad voor Gerechtigheid en Vrede en tot titulair aartsbisschop van Apollonia. Zijn bisschopswijding vond plaats op 12 april 1986.
Op 5 maart 1994 werd Mejía benoemd tot secretaris van de Congregatie voor de Bisschoppen. Traditioneel is deze secretaris ook secretaris van het College van Kardinalen. Op 10 maart 1994 werd hij als zodanig benoemd. Op 7 maart 1998 volgde zijn benoeming tot bibliothecaris van de Vaticaanse Bibliotheek en tot archivaris van het Vaticaans Geheim Archief.
Mejía werd tijdens het consistorie van 21 februari 2001 kardinaal gecreëerd. Hij kreeg de rang van kardinaal-diaken. Zijn titeldiakonie werd de San Girolamo della Carità. Op 22 februari 2011 werd hij bevorderd tot kardinaal-priester. Zijn titeldiakonie werd pro hac vice ook zijn titelkerk.
Mejía ging op 24 november 2003 met emeritaat. Hij overleed in 2014 op 91-jarige leeftijd.
- Bibsys: 1592544499991
- Biblioteca Nacional de España: XX4429463
- Bibliothèque nationale de France: cb121020739 (data)
- CiNii: DA17799682
- Gemeinsame Normdatei: 124715974
- International Standard Name Identifier: 0000 0001 1680 6867
- Library of Congress Control Number: n2003013240
- Nationale Bibliotheek van Tsjechië: mzk2007408485
- Nationale Bibliotheek van Israël: 987007265235005171
- Nederlandse Thesaurus van Auteursnamen: 146307275
- Réseau des bibliothèques de Suisse occidentale: 02-A011148481
- Istituto Centrale per il Catalogo Unico: PUVV167465
- Système universitaire de documentation: 066950864
- Virtual International Authority File: 84717145
- WorldCat: E39PBJmDj3DTxCxGPRKKx6CG73